# Hans Schepers (Wasserballspieler)
Hans Schepers (* 26. März 1930 in Hamm; † 2. Januar 2012 ebenda) war ein deutscher Wasserballspieler und -trainer.

## Werdegang
Schepers war gelernter Optikermeister. Er spielte 18 Jahre beim Wasserballverein SC Rote Erde Hamm. Von 1953 bis 1965 nahm er an allen Endrunden um die Deutsche Meisterschaft teil und errang mit seinem Verein sechsmal den Titel (1954, 1955, 1956, 1959, 1960, 1964). Als Kapitän führte er die deutsche Wasserballnationalmannschaft bei den Olympischen Spielen 1960 in Rom auf den sechsten Platz.
Im Alter von 35 Jahren beendete er seine aktive Laufbahn als Spieler und wurde Trainer. Vom 1. Januar 1969 bis 1972 war er DSV-Bundestrainer für die Wasserballer. Die deutsche Nationalmannschaft errang in seiner Amtszeit bei den Olympischen Spielen 1972 in München mit dem vierten Platz das bis dahin beste Ergebnis seit 1936.
Für seine sportlichen Erfolge wurde er am 2. Mai 1960 mit dem Silbernen Lorbeerblatt ausgezeichnet.